# 鲍娜利亚圣母朝圣地

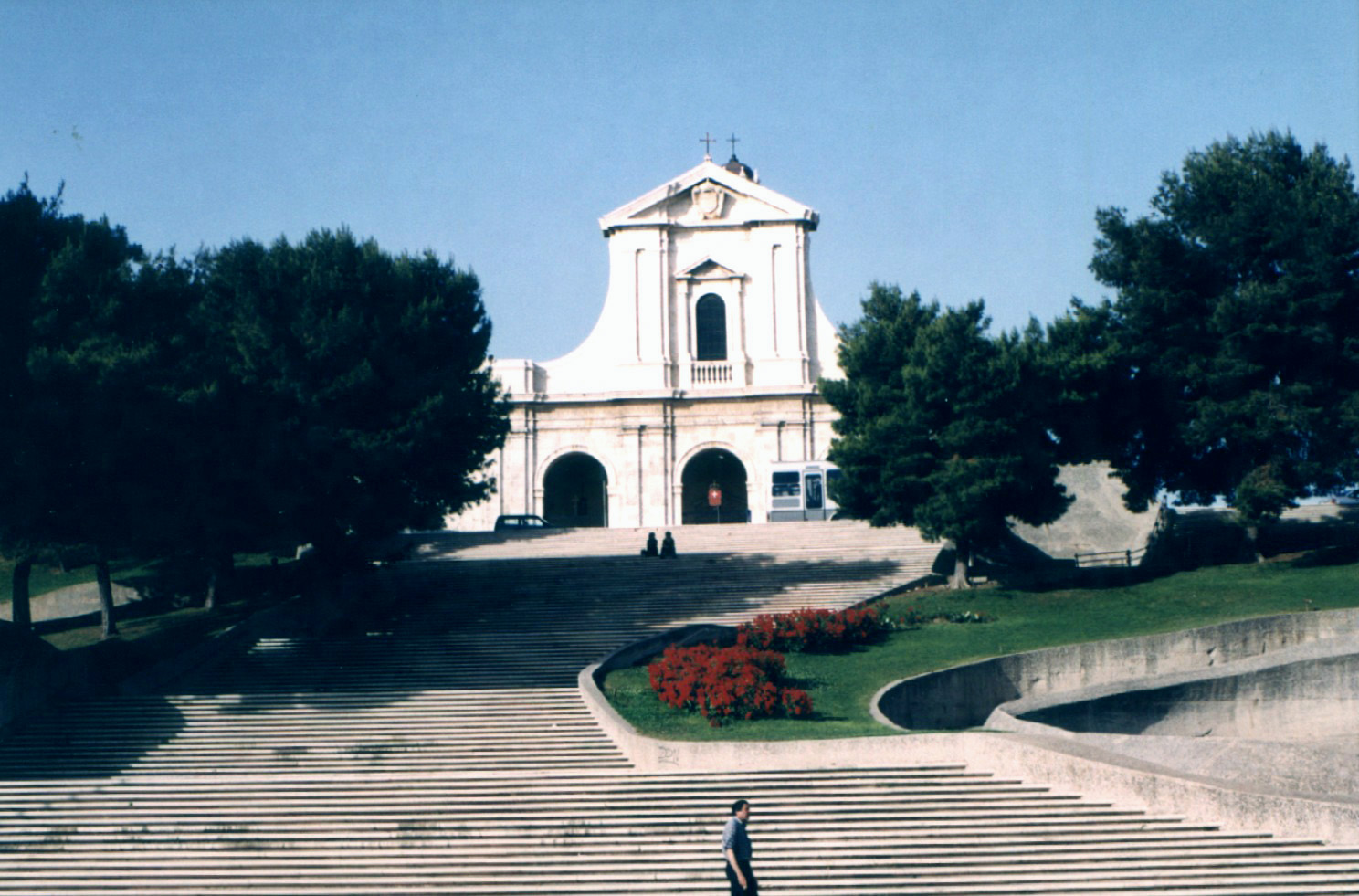
鲍娜利亚圣母朝圣地

鲍娜利亚圣母朝圣地（Santuario di Nostra Signora di Bonaria）是一处罗马天主教的圣母朝圣地，位于意大利撒丁岛首府卡利亚里。整个朝圣地建筑群包括鲍娜利亚圣母圣殿、鲍娜利亚圣母朝圣所和修道院。自1335年10月17日以来一直由圣母赎虏会管理。  
鲍娜利亚圣母像通常描绘圣母怀抱圣婴，还有一艘金色的帆船，右手持蜡烛，为水手、撒丁岛以及布宜诺斯艾利斯的主保圣人。该图像代表坎德拉里亚圣母。

## 历史与传说

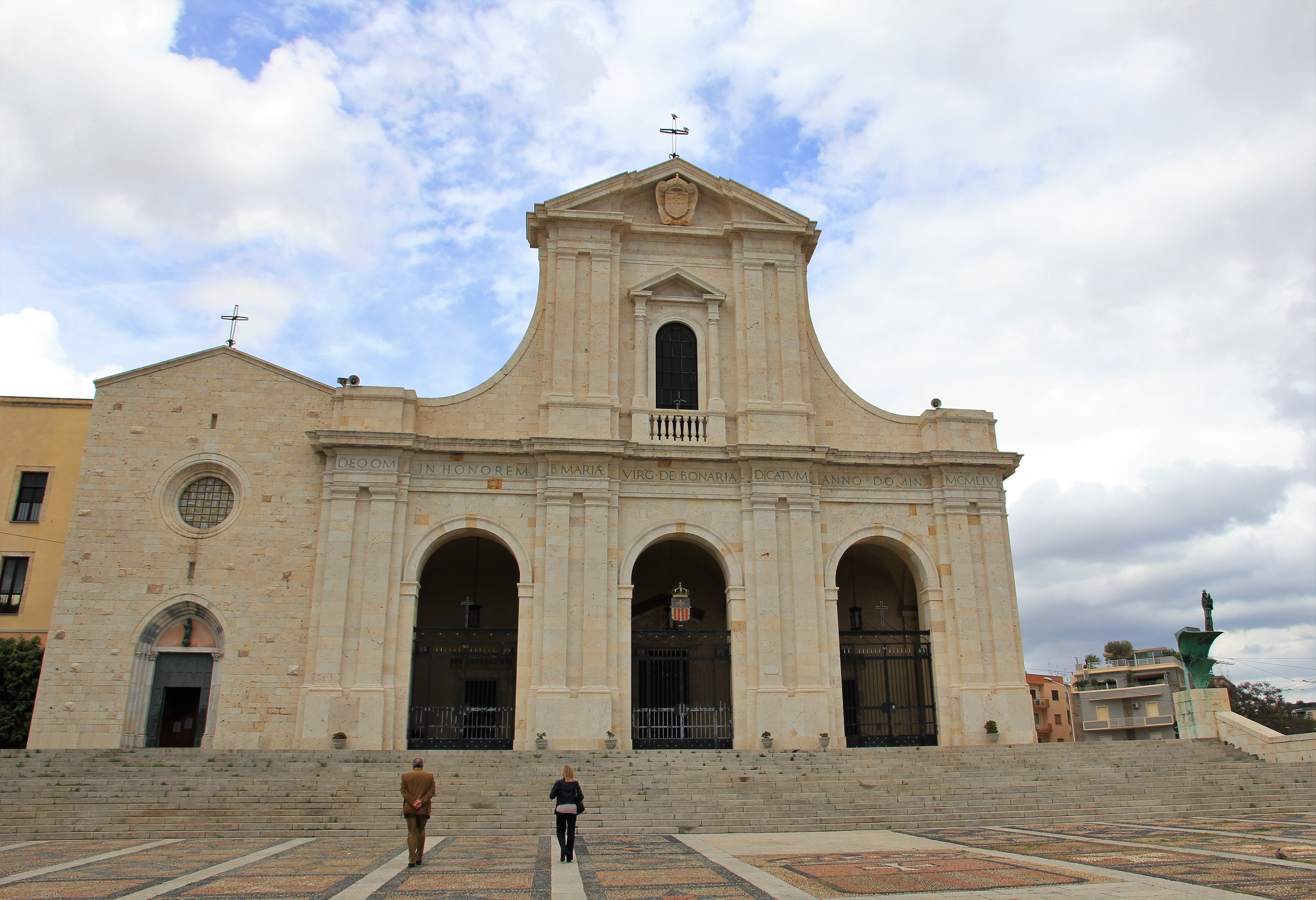
鲍娜利亚圣母朝圣地

1370年3月25日，一艘从西班牙驶往意大利的船遭遇可怕的风暴，船员和乘客的生命处于危险之中。船长命令水手将船上的货物抛入海中。扔下船的最后一件货物中是一个大箱子。当这个箱子进入水中，风暴立即停止。箱子搁浅在鲍娜利亚山麓的沙滩上。人们试图打开它，但没有人成功。他们试图移动它，但每一次尝试都是徒劳的，因为箱子太重。但是，圣母赎虏会修士们没有任何困难，就搬起了沉重的箱子，将其运到他们的教堂。当众人在场时，修道士打开了箱子，看到箱内是一尊圣母怀抱圣婴，右手持蜡烛的雕像。     
1324年，阿拉贡国王和巴塞罗那伯爵派遣加泰罗尼亚人从比萨人手中征服 卡利亚里，在俯瞰城市的山顶建立总部，以避开老城（城堡区）的恶臭，毗邻沼泽地。在围攻卡利亚里期间，加泰罗尼亚人在山顶建立了一个圣母朝圣所。1335年，阿拉贡国王阿方索四世将这座教堂交给圣母赎虏会。在此后的几年里，一个故事流传，声称一尊圣母像奇迹般地在地中海帮助平息一场风暴。
两个世纪后，西班牙水手，尤其是安达卢西亚水手，崇敬这尊圣像，称为顺风圣母，以保佑他们航行顺利，防止海难。后来在塞维利亚建起了顺风圣母朝圣地。阿根廷首都布宜诺斯艾利斯是由其创建者佩德罗·德·门多萨命名为顺风圣母（Santa María del Buen Aire）。门多萨的定居点很快受到土著人的攻击，在1541年废弃。
对鲍娜利亚圣母的崇拜迅速传遍全岛，鲍娜利亚圣母成为撒丁岛的主保圣人，后来又与天主圣三同为布宜诺斯艾利斯的两位主保圣人。
2008年圣母圣诞瞻礼，教宗本笃十六世访问了鲍娜利亚圣母圣殿，并为圣像加冕。教宗方济各在2013年9月再次访问。